# Hans Jonas
Hans Jonas (Mönchengladbach, 10 de maio de 1903 – Nova Iorque, 5 de fevereiro de 1993) foi um filósofo alemão de origem judia.
É conhecido principalmente devido à sua influente obra O Princípio Responsabilidade (publicada em alemão em 1979, e em inglês em 1984). 
Embora tenha-se atribuído a "O Princípio da Responsabilidade" o papel de catalisador do movimento ambiental na Alemanha, sua obra "O Fenômeno da Vida" (1966) forma a espinha dorsal de uma escola de bioética nos Estados Unidos. Leon Kass referiu-se ao trabalho de Jonas como uma de suas principais inspirações. Profundamente influenciado por Heidegger, "O Fenômeno da Vida" tenta sintetizar a filosofia da matéria com a filosofia da mente, produzindo um rico entendimento da biologia, em busca de uma natureza humana material e moral.
A biologia filosófica de Hans Jonas tenta proporcionar uma concepção una do homem, reconciliada com a ciência biológica contemporânea.
Também escreveu abundantemente sobre Gnosticismo, pelo que é igualmente conhecido, interpretando a religião como um ponto de vista existencial filosófico. Jonas foi o primeiro autor a escrever uma história detalhada do antigo gnosticismo. Além disso, foi um dos primeiros autores a relacioná-lo com questões éticas nas ciências naturais. A filosofia de Jonas foi influenciada pela filosofia de Alfred North Whitehead.

## Biografia
H. Jonas nasceu na cidade de Mönchengladbach, em 10 de maio de 1903. Estudou filosofia e teologia em Friburgo, Berlim e Heidelberg. Em Friburgo o Professor ensinou-lhe tudo e mostrou as verdades do mundo Doutorou-se em Marburg, onde fez estudos sobre Martin Heidegger e Rudolf Bultmann. Lá conheceu Hannah Arendt, que também estava fazendo o doutoramento, iniciando uma amizade que duraria o resto de suas vidas.
Em 1933, Heidegger uniu-se ao Partido Nazista, algo que Jonas tomou pessoalmente, já que era de origem judia e sionista. O fato do grande filósofo cometer tal ato político fez Jonas questionar o valor da filosofia.
Deixou a Alemanha e foi para a Inglaterra nesse mesmo ano, e de lá viajou para a Palestina em 1934. Ali conheceu Lore Weiner, com quem se comprometeu. Em 1940 retornou à Europa para participar do Exército Britânico, que havia formado uma brigada especial para judeus alemães que quisessem lutar contra Hitler. Foi enviado à Itália, e até o final da guerra à Alemanha. Assim cumpriu sua promessa de somente retornar à sua terra se fosse como um soldado de um exército vitorioso. Durante a guerra escreveu numerosas cartas, tanto filosóficas como amorosas, a Lore, com quem se casaria em 1943.
Imediatamente após a guerra voltou a Mönchengladbach para buscar a sua mãe, porém descobriu que ela havia sido enviada para a câmara de gás de Auschwitz. Sabendo disto, abandonou a ideia de viver outra vez na Alemanha. Retornou à Palestina e tomou parte na Guerra árabe-israelense de 1948. Apesar disso, sentiu que seu destino não era ser um sionista, mas ensinar filosofia. Jonas deu aulas na Universidade Hebraica de Jerusalém, brevemente, antes de mudar-se para a América do Norte. Em 1950 foi para o Canadá, ensinando na Universidade de Carleton, e de lá mudou-se para Nova York, em 1955, onde viveu o resto de seus dias. Trabalhou para a Nova Escola de Investigações Sociais entre 1955 e 1976, e morreu em 5 de fevereiro de 1993, aos 89 anos.

## Trabalhos

### Edições em alemão e inglês
- Hans Jonas: Gnosis und spätantiker Geist (1-2, 1934-1954)
- Hans Jonas: Philosophische Untersuchungen und metaphysische Vermutungen, Frankfurt/M., Insel, 1992
- Hans Jonas: The Phenomenon of Life: Toward a Philosophical Biology (1966)
- Hans Jonas: The Imperative of Responsibility: In Search of Ethics for the Technological Age (1979) ISBN 0-226-40597-4
- Hans Jonas: The Phenomenon of Life: Toward a Philosophical Biology (Studies in Phenomenology and Existential Philosophy) (1979) ISBN 0-8101-1749-5
- Hans Jonas: The Gnostic Religion: The Message of the Alien God & the Beginnings of Christianity (1979) ISBN 0-8070-5801-7
- Hans Jonas: Technik, Medizin und Ethik - Zur Praxis des Prinzips Verantwortung - Frankfurt a.M.: Suhrkamp, 1985 - ISBN 3-518-38014-1

### Edições em português
- Jonas, Hans (1994). Ética, medicina e técnica. [S.l.]: Vega. ISBN 978-97-26993-80-3

- Jonas, Hans (2006). O Princípio Responsabilidade. [S.l.]: Contraponto Editora. ISBN 978-85-85910-84-6

- Jonas, Hans (2004). O Princípio Vida: Fundamentos para uma Biologia Filosófica. [S.l.]: Vozes. ISBN 978-85-32630-84-1

- O conceito de Deus após Auschwitz: uma voz judia. Trad.: Lilian Simone Godoy Fonseca. São Paulo: Paulus, 2016: Obra baseada na transcrição de uma palestra, proferida em Tubinga, em 1984, na qual Jonas, muito abalado pelo sofrimento de seu povo durante o Holocausto, questionou a onipotência de Deus.[2]

### Em inglês
- Harms, Klaus: Hannah Arendt und Hans Jonas. Grundlagen einer philosophischen Theologie der Weltverantwortung. Berlin: WiKu-Verlag (2003). ISBN 3-936749-84-1. (de)
- Scodel, Harvey. "An interview with Professor Hans Jonas." Social Research Summer 2003.
- Trosler, Lawrence. "Hans Jonas and the Concept of God after the Holocaust," Conservative Judaism (Volume 55:4, Summer 2003)

### Em espanhol
- Wolin, Richard (2003). Los hijos de Heidegger: Hannah Arendt, Karl Löwith, Hans Jonas y Herbert Marcuse. [S.l.]: Ediciones Cátedra. ISBN 978-84-376-2051-0

- Arcas Díaz, Pablo (2007). Hans Jonas y el principio de responsabilidad: del optimismo científico-técnico a la prudencia responsable. [S.l.]: Editorial Universidad de Granada. ISBN 978-84-338-4486-6